# Jeff Bridges
Jeffrey Leon Bridges (Los Angeles, 4 dicembre 1949) è un attore, produttore cinematografico e musicista statunitense.
Ritenuto uno degli attori più carismatici della sua generazione, è considerato uno dei più capaci interpreti americani e in generale uno dei più grandi della sua epoca. Proveniente da una famiglia di attori, è apparso nella serie televisiva Avventure in fondo al mare (1958-1960) con il padre Lloyd Bridges e il fratello Beau. Nell'arco della sua carriera ha ottenuto sette candidature agli Oscar, tre come miglior attore protagonista per Starman (1984), Crazy Heart (2009) e Il Grinta (2010), quattro come miglior attore non protagonista per L'ultimo spettacolo (1971), Una calibro 20 per lo specialista (1974), The Contender (2000) e Hell or High Water (2016). Ha ricevuto anche cinque candidature ai Golden Globe. Il 17 gennaio 2010 è stato premiato con il Golden Globe per il miglior attore in un film drammatico per Crazy Heart e il 17 marzo dello stesso anno è stato premiato con l'Oscar al miglior attore per la stessa interpretazione.
Tra gli altri film da lui interpretati vi sono Città amara - Fat City (1972), Tron (1982) e i suoi sequel Tron: Legacy (2010) e Tron: Ares (2025), I favolosi Baker (1989), La leggenda del re pescatore (1991), Fearless - Senza paura (1993), Il grande Lebowski (1998), Iron Man (2008) e 7 sconosciuti a El Royale (2018).
Nel 2008 la rivista Empire ha inserito "Drugo", personaggio da lui interpretato in Il grande Lebowski, al settimo posto nella lista dei 100 migliori personaggi cinematografici di tutti i tempi. Quando la lista è stata aggiornata nel 2015, è stato posizionato al decimo posto.

## Biografia

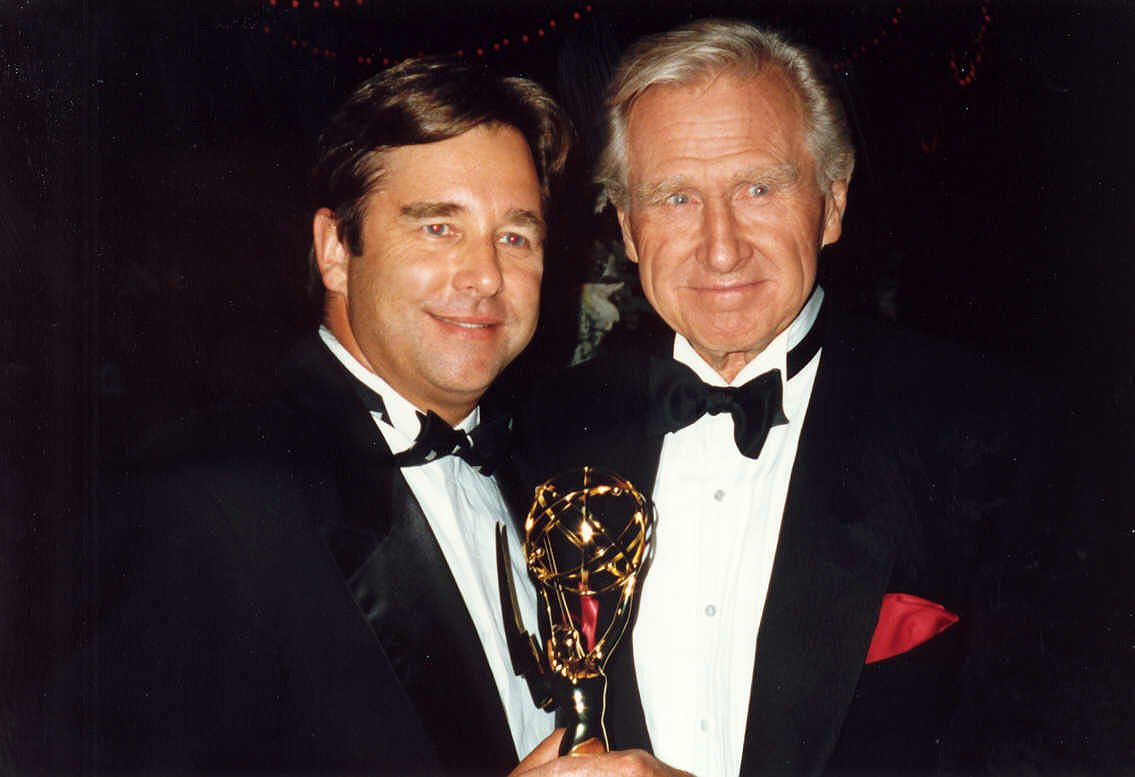
Beau e Lloyd Bridges nel 1992

Di origini inglesi, irlandesi e tedesche, la sua è una famiglia di attori: figlio di Lloyd Bridges e Dorothy Simpson, fratello di Beau Bridges e zio di Jordan Bridges. Aveva anche un altro fratello, Garrett, morto nel 1948 di SIDS. Lavora nel mondo dello spettacolo fin da bambino. Dopo il servizio militare è protagonista nel film L'ultimo spettacolo (1971) di Peter Bogdanovich e ricopre un ruolo minore nei film Città amara - Fat City (1972) di John Huston, e La terra si tinse di rosso (1973) di Richard C. Sarafian. Dopo Un autentico campione (1976) di Bob Rafelson, partecipa al remake King Kong (1976) di John Guillermin, accanto a Jessica Lange. Lavora poi in Rebus per un assassinio (1979) di William Richert, con Anthony Perkins, e in I cancelli del cielo (1980), di nuovo con Cimino. Nel 1982 recita in Tron della Walt Disney e doppia il principe Lir nel film d'animazione L'ultimo unicorno.
Nel 1984 è diretto da John Carpenter in Starman, quindi da Hal Ashby in 8 milioni di modi per morire (1986) e infine da Sidney Lumet in Il mattino dopo (1986), con Jane Fonda. Dopo Tucker - Un uomo e il suo sogno (1988) di Francis Ford Coppola, partecipa alla commedia Ci penseremo domani (1989) di Alan J. Pakula e, sempre nello stesso anno, al film di ambientazione jazz I favolosi Baker di Steve Kloves, al fianco del fratello Beau Bridges e di Michelle Pfeiffer. Recita in film come La leggenda del re pescatore (1991) di Terry Gilliam, sostenuto da Robin Williams, e Fearless - Senza paura (1993) di Peter Weir. Dopo un fugace ritorno in televisione, torna al cinema con L'Albatross - Oltre la tempesta (1996) di Ridley Scott e L'amore ha due facce (1996), in cui duetta con Barbra Streisand, anche regista della pellicola, e Lauren Bacall.
Nel 1998 interpreta il ruolo di Jeffrey "Drugo" Lebowski, il protagonista del film cult Il grande Lebowski dei fratelli Coen. Successivamente recita con Albert Finney nel thriller Inganni pericolosi (1999) di Matthew Warchus. Nel 2001 è al fianco di Kevin Spacey in K-PAX - Da un altro mondo di Iain Softley, mentre nel 2003 recita in Seabiscuit - Un mito senza tempo di Gary Ross; successivamente lavora al fianco di Kim Basinger in The Door in the Floor (2004) di Tod Williams. Nel 2005 prende parte al film Tideland - Il mondo capovolto di Terry Gilliam. Nel 2008 interpreta il primo dei villains del Marvel Cinematic Universe, nei panni di Obadiah Stane, alias Iron Monger (un uomo d'affari prima socio e poi arcinemico di Tony Stark), nel film Iron Man, diretto da Jon Favreau. Per la sua interpretazione in Crazy Heart vince un Golden Globe e l'Oscar come miglior attore. Nel 2010 torna a interpretare Kevin Flynn / Clu in Tron: Legacy, sequel del cult Tron. Per questa interpretazione vince un Saturn Award per il miglior attore.
Nel 2024, è stato annunciato che avrebbe ripreso nuovamente il ruolo di Kevin Flynn nel film Tron: Ares, diretto da Joachim Rønning, distribuito nelle sale nel 10 ottobre 2025. Per questa interpretazione dimostra anche come l'unico attore che ha recitato il suo personaggio in tutta la trilogia cinematografica di Tron (dal 1982 al 2025).

## Vita privata
Sul set di Città amara - Fat City ha conosciuto l'attrice Candy Clark con cui è stato legato agli inizi degli anni settanta.
Nel 1977 sposa Susan Geston. I due si erano incontrati durante le riprese del film Scandalo al ranch, girato in un ranch in cui Geston stava lavorando come cameriera per pagarsi il college. Hanno tre figlie: Isabelle Annie (1981), Jessica Lily "Jessie" (1983) e Hayley Roselouise (1985).
Il 20 ottobre 2020, con un tweet, annuncia che gli è stato diagnosticato un linfoma.

## Filmografia

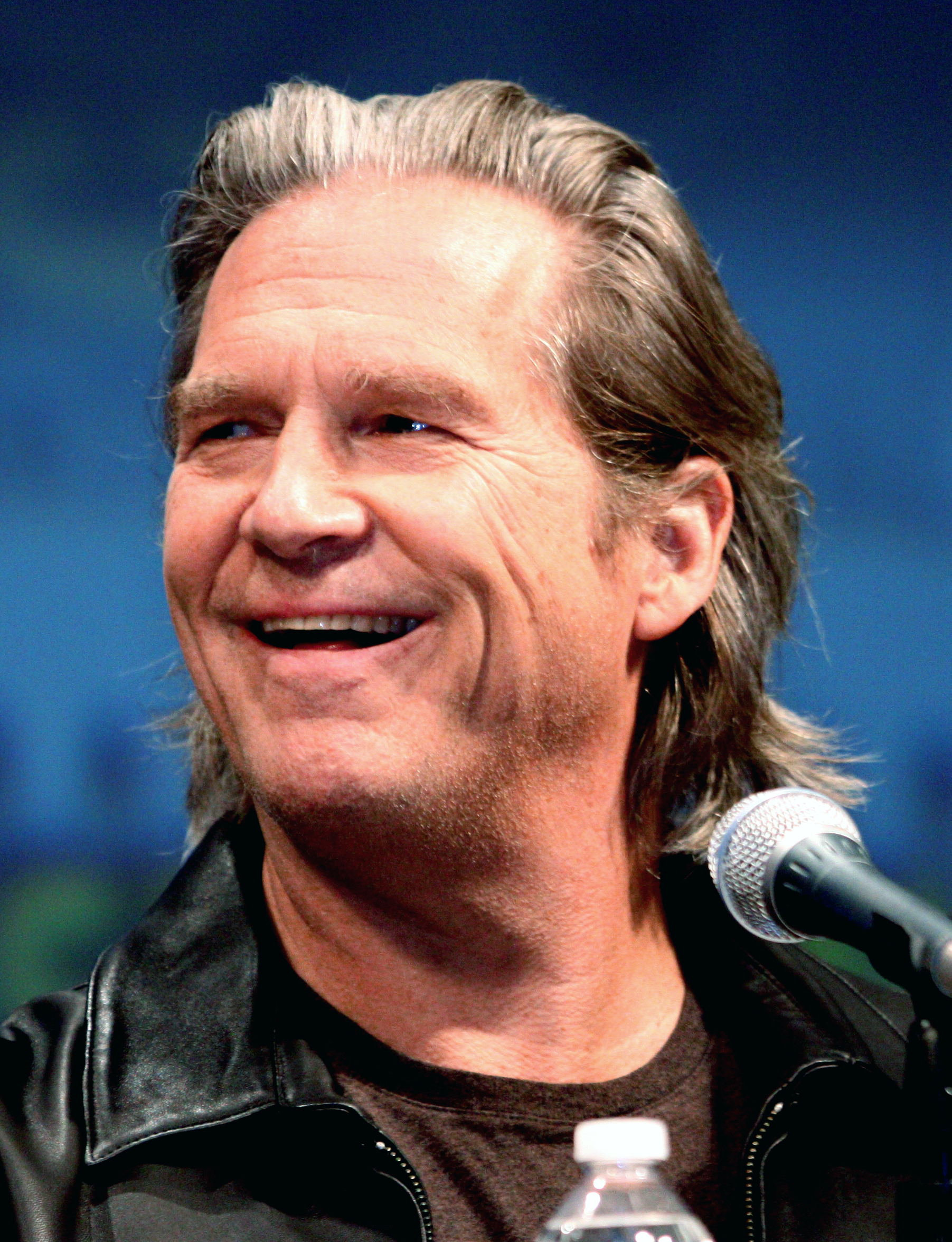
Jeff Bridges al San Diego Comic-Con International 2010

### Attore

#### Cinema
- N.N. vigilata speciale (The Company She Keeps), regia di John Cromwell (1951) - non accreditato
- I sentieri della rabbia (Halls of Anger), regia di Paul Bogart (1970)
- The Yin and Yang of Mr. Go, regia di Burgess Meredith (1970)
- L'ultimo spettacolo (The Last Picture Show), regia di Peter Bogdanovich (1971)
- Città amara - Fat City (Fat City), regia di John Huston (1972)
- Cattive compagnie (Bad Company), regia di Robert Benton (1972)
- La terra si tinse di rosso (Lolly-Madonna XXX), regia di Richard C. Sarafian (1973)
- Il diavolo del volante (The Last American Hero), regia di Lamont Johnson (1973)
- The Iceman Cometh, regia di John Frankenheimer (1973)
- Una calibro 20 per lo specialista (Thunderbolt and Lightfoot), regia di Michael Cimino (1974)
- Scandalo al ranch (Rancho Deluxe), regia di Frank Perry (1975)
- Pazzo pazzo West! (Hearts of the West), regia di Howard Zieff (1975)
- Il gigante della strada (Stay Hungry), regia di Bob Rafelson (1976)
- King Kong, regia di John Guillermin (1976)
- Chi ha ucciso suo marito? (Somebody Killed Her Husband), regia di Lamont Johnson (1978)
- Rebus per un assassinio (Winter Kills), regia di William Richert (1979)
- The American Success Company, regia di William Richert (1980)
- I cancelli del cielo (Heaven's Gate), regia di Michael Cimino (1980)
- Alla maniera di Cutter (Cutter's Way), regia di Ivan Passer (1981)
- Tron, regia di Steven Lisberger (1982)
- C'è... un fantasma tra noi due (Kiss Me Goodbye), regia di Robert Mulligan (1982)
- Due vite in gioco (Against All Odds), regia di Taylor Hackford (1984)
- Starman, regia di John Carpenter (1984)
- Doppio taglio (Jagged Edge), regia di Richard Marquand (1985)
- 8 milioni di modi per morire (8 Million Ways to Die), regia di Hal Ashby (1986)
- Il mattino dopo (The Morning After), regia di Sidney Lumet (1986)
- Nadine - Un amore a prova di proiettile (Nadine), regia di Robert Benton (1987)
- Tucker - Un uomo e il suo sogno (Tucker: The Man and His Dream), regia di Francis Ford Coppola (1988)
- Ci penseremo domani (See You in the Morning), regia di Alan J. Pakula (1989)
- Cold Feet - Piedi freddi (Cold Feet), regia di Robert Dornhelm (1989) - cameo non accreditato
- I favolosi Baker (The Fabulous Baker Boys), regia di Steve Kloves (1989)
- Texasville, regia di Peter Bogdanovich (1990)
- La leggenda del re pescatore (The Fisher King), regia di Terry Gilliam (1991)
- American Heart, regia di Martin Bell (1992)
- The Vanishing - Scomparsa (The Vanishing), regia di George Sluizer (1993)
- Fearless - Senza paura (Fearless), regia di Peter Weir (1993)
- Blown Away - Follia esplosiva (Blown Away), regia di Stephen Hopkins (1994)
- Wild Bill, regia di Walter Hill (1995)
- L'Albatross - Oltre la tempesta (White Squall), regia di Ridley Scott (1996)
- L'amore ha due facce (The Mirror Has Two Faces), regia di Barbra Streisand (1996)
- Il grande Lebowski (The Big Lebowski), regia di Joel ed Ethan Coen (1998)
- Arlington Road - L'inganno (Arlington Road), regia di Mark Pellington (1999)
- La dea del successo (The Muse), regia di Albert Brooks (1999)
- Inganni pericolosi (Simpatico), regia di Matthew Warchus (1999)
- The Contender, regia di Rod Lurie (2000)
- Scene da un crimine (Scenes of the Crime), regia di Dominique Forma (2001)
- K-PAX - Da un altro mondo (K-PAX), regia di Iain Softley (2001)
- Masked and Anonymous, regia di Larry Charles (2003)
- Seabiscuit - Un mito senza tempo (Seabiscuit), regia di Gary Ross (2003)
- The Door in the Floor, regia di Tod Williams (2004)
- La banda del porno - Dilettanti allo sbaraglio! (The Moguls), regia di Michael Traeger (2005)
- Tideland - Il mondo capovolto (Tideland), regia di Terry Gilliam (2005)
- Stick It - Sfida e conquista (Stick it), regia di Jessica Bendinger (2006)
- Iron Man, regia di Jon Favreau (2008)
- Star System - Se non ci sei non esisti (How to Lose Friends & Alienate People), regia di Robert B. Weide (2008)
- Open Road - La strada per ricominciare (The Open Road), regia di Michael Meredith (2009)
- L'uomo che fissa le capre (The Men Who Stare at Goats), regia di Grant Heslov (2009)
- Crazy Heart, regia di Scott Cooper (2009)
- Tron: Legacy, regia di Joseph Kosinski (2010)
- Il Grinta (True Grit), regia di Joel ed Ethan Coen (2010)
- R.I.P.D. - Poliziotti dall'aldilà (R.I.P.D.), regia di Robert Schwentke (2013)
- The Giver - Il mondo di Jonas (The Giver), regia di Phillip Noyce (2014)
- Il settimo figlio (Seventh Son), regia di Sergei Bodrov (2014)
- Hell or High Water, regia di David Mackenzie (2016)
- Kingsman - Il cerchio d'oro (Kingsman: The Golden Circle), regia di Matthew Vaughn (2017)
- Fire Squad - Incubo di fuoco (Only the Brave), regia di Joseph Kosinski (2017)
- The Only Living Boy in New York, regia di Marc Webb (2017)
- 7 sconosciuti a El Royale (Bad Times at the El Royale), regia di Drew Goddard (2018)
- Tron: Ares, regia di Joachim Rønning (2025)

#### Televisione
- Sea Hunt - serie TV, episodi 1x28 e 1x32 (1958)
- The Lloyd Bridges Show - serie TV, episodi 1x13, 1x18 e 1x23 (1962-1963)
- Cavaliere solitario (The Loner) - serie TV, episodio 1x15 (1965)
- F.B.I. (The F.B.I.) - serie TV, episodio 5x04 (1969)
- Lassie - serie TV, episodio 16x02 (1969)
- Silent Night, Lonely Night, regia di Daniel Petrie - film TV (1969)
- The Most Deadly Game - serie TV, episodio 1x08 (1970)
- In Search of America Alla ricerca della vera America, regia di Paul Bogart - film TV (1971)
- The Girls in Their Summer Dresses and Other Stories - serie TV, episodio 9x16 (1981)
- Saturday Night Live - serie TV, episodio 8x14 (1982)
- Nel regno delle fiabe - serie TV, episodio 1x03 (1983)
- Disneyland - serie TV, episodio 31x08 (1986)
- L'orgoglio di un padre (Hidden in America), regia di Martin Bell - film TV (1996)
- Pet Therapy - Un cane per amico (A Dog Year), regia di George LaVoo - film TV (2009)
- The Old Man - serie TV (2022-in produzione)

### Doppiatore
- L'ultimo unicorno (The Last Unicorn), regia di Jules Bass e Arthur Rankin Jr. (1982)
- Lost in La Mancha, regia di Terry Gilliam - documentario (2002) - narratore
- Lewis & Clark: Great Journey West (2002) - cortometraggio - narratore
- Surf's Up - I re delle onde, regia di Ash Brannon e Chris Buck (2007)
- Surf's Up - videogioco (2007)
- Tron: The Next Day, regia di Kurt Mattila - cortometraggio (2011)
- Pablo, regia di Richard Goldgewicht (2012)
- Il piccolo principe (The Little Prince), regia di Mark Osborne (2015) - versione in lingua inglese

### Produttore
- American Heart, regia di Martin Bell (1992)
- L'orgoglio di un padre (Hidden in America), regia di Martin Bell - film TV (1996)
- Crazy Heart, regia di Scott Cooper (2009)
- The Giver - Il mondo di Jonas (The Giver), regia di Phillip Noyce (2014)

## Discografia
- 2000 – Be Here Soon
- 2011 – Jeff Bridges

## Riconoscimenti
- Premio Oscar
  - 1972 - Candidatura al miglior attore non protagonista per L'ultimo spettacolo
  - 1975 - Candidatura al miglior attore non protagonista per Una calibro 20 per lo specialista
  - 1985 - Candidatura al miglior attore protagonista per Starman
  - 2001 - Candidatura al miglior attore non protagonista per The Contender
  - 2010 - Miglior attore protagonista per Crazy Heart
  - 2011 - Candidatura al miglior attore protagonista per Il Grinta
  - 2017 - Candidatura al miglior attore non protagonista per Hell or High Water
- Golden Globe
  - 1985 - Candidatura al miglior attore in un film drammatico per Starman
  - 1992 - Candidatura al miglior attore in un film commedia o musicale per La leggenda del re pescatore
  - 2001 - Candidatura al miglior attore non protagonista per The Contender
  - 2010 - Miglior attore in un film drammatico per Crazy Heart
  - 2017 - Candidatura al miglior attore non protagonista per Hell or High Water
  - 2019 - Golden Globe alla carriera
  - 2023 - Candidatura al miglior attore in una serie drammatica per The Old Man
- Premio Emmy
  - 2010 - Candidatura al miglior attore protagonista in una miniserie o film per la televisione per Pet Therapy - Un cane per amico
  - 2023 - Candidatura al miglior attore protagonista ina una serie drammatica per The Old Man
- Saturn Award
  - 1985 - Saturn Award per il miglior attore per Starman
  - 1992 - Candidatura al Saturn Award per il miglior attore per La leggenda del re pescatore
  - 1994 - Candidatura al Saturn Award per il miglior attore per The Vanishing - Scomparsa
  - 2009 - Candidatura al Saturn Award per il miglior attore non protagonista per Iron Man
  - 2011 - Saturn Award per il miglior attore per Tron: Legacy
- Satellite Award
  - 1999 - Candidatura al Satellite Award per il miglior attore in un film commedia o musicale per Il grande Lebowski
  - 2001 - Candidatura al Satellite Award per il miglior attore non protagonista per The Contender
  - 2004 - Candidatura al Satellite Award per il miglior attore non protagonista per Seabiscuit - Un mito senza tempo
  - 2010 - Candidatura al Satellite Award per il miglior attore per Crazy Heart
- Independent Spirit Award
  - 1993 - Independent Spirit Award per il miglior attore protagonista per American Heart
  - 2005 - Candidatura all'Independent Spirit Award per il miglior attore protagonista per The Door in the Floor
  - 2010 - Independent Spirit Award per il miglior attore protagonista per Crazy Heart
- Screen Actors Guild Award
  - 2001 - Candidatura allo Screen Actors Guild Award per il miglior attore non protagonista cinematografico per The Contender
  - 2004 - Candidatura allo Screen Actors Guild Award per il miglior cast cinematografico per Seabiscuit - Un mito senza tempo
  - 2010 - Screen Actors Guild Award per il miglior attore per Crazy Heart
  - 2011 - Candidatura allo Screen Actors Guild Award per il miglior attore per Il Grinta
  - 2017 - Candidatura allo Screen Actors Guild Award per il miglior attore non protagonista cinematografico per Hell or High Water
- Premio BAFTA
  - 2010 - Candidatura al BAFTA Award per il miglior attore per Crazy Heart
  - 2011 - Candidatura al BAFTA Award per il miglior attore per Il Grinta
  - 2017 - Candidatura al BAFTA Award per il miglior attore non protagonista per Hell or High Water
- Altri premi
  - 2009 - Candidatura al Teen Choice Award per il miglior cattivo per Iron Man
  - 2010 - Alliance of Women Film Journalists Eda Award for Best Actor per Crazy Heart
  - 2010 - Broadcast Film Critics Association Award for Best Actor per Crazy Heart
  - 2010 - Denver Film Critics Award per il miglior attore per Crazy Heart
  - 2010 - Los Angeles Film Critics Association Award per il miglior attore per Crazy Heart
  - 2010 - Candidatura al Chicago Film Critics Association Award per il miglior attore per Crazy Heart
  - 2010 - Candidatura allo Houston Film Critics Society Award per il miglior attore per Crazy Heart
  - 2010 - Candidatura al London Film Critics Circle Award per il miglior attore per Crazy Heart
  - 2010 - Candidatura all'Online Film Critics Society Award per il miglior attore per Crazy Heart
  - 2010 - Candidatura al St. Louis Gateway Film Critics Association Award per il miglior attore per Crazy Heart
  - 2011 - Candidatura al Broadcast Film Critics Association Award per il miglior attore per Il Grinta
  - 2011 - Candidatura al Chicago Film Critics Association Award per il miglior attore per Il Grinta
  - 2011 - Candidatura al Detroit Film Critics Society Award per il miglior attore per Il Grinta
  - 2011 - Candidatura allo Houston Film Critics Society Award per il miglior attore per Il Grinta
  - 2011 - Candidatura al Las Vegas Film Critics Society Award per il miglior attore per Il Grinta
  - 2011 - Candidatura al London Film Critics Circle Award per il miglior attore per Il Grinta
  - 2011 - Candidatura al l'Online Film Critics Society Award per il miglior attore per Il Grinta
  - 2011 - Candidatura al Phoenix Film Critics Society Award per il miglior attore per Il Grinta
  - 2011 - Candidatura al St. Louis Gateway Film Critics Association per il miglior attore per Il Grinta
  - 2011 - Candidatura allo Utah Film Critics Association Award per il miglior attore per Il Grinta
  - 2011 - Candidatura al Washington D.C. Area Film Critics Association Award per il miglior attore per Il Grinta

## Doppiatori italiani
Nelle versioni in italiano delle opere in cui ha recitato, Jeff Bridges è stato doppiato da:
- Sergio Di Stefano in Il gigante della strada, Starman, Doppio taglio, Ci penseremo domani, La leggenda del re pescatore, L'amore ha due facce, Il grande Lebowski, La dea del successo, The Contender, Seabiscuit - Un mito senza tempo, Stick it - Sfida e conquista, Pet Therapy - Un cane per amico, Crazy Heart
- Massimo Corvo in Blown Away - Follia esplosiva, Arlington Road - L'inganno, Scena da un crimine, K-PAX - Da un altro mondo, Masked and Anonymous, Iron Man, Il settimo figlio, 7 sconosciuti a El Royale, The Old Man
- Rodolfo Bianchi in The Door in the Floor, Star System - Se non ci sei non esisti, Tron: Legacy, Il Grinta, R.I.P.D. - Poliziotti dall'aldilà, Fire Squad - Incubo di fuoco
- Gino La Monica in I favolosi Baker, The Vanishing - Scomparsa, Wild Bill, L'Albatross - Oltre la tempesta, L'orgoglio di un padre, The Giver - Il mondo di Jonas
- Gianni Giuliano in L'ultimo spettacolo, Cattive compagnie, Texasville
- Claudio Sorrentino in Tron, Tucker - Un uomo e il suo sogno, Fearless - Senza paura
- Stefano De Sando in Il mattino dopo, Hell or High Water
- Franco Agostini in Città amara - Fat City
- Oreste Rizzini in La terra si tinse di rosso
- Sandro Iovino in Il diavolo del volante
- Angelo Nicotra in Una calibro 20 per lo specialista
- Pino Colizzi in King Kong
- Sandro Acerbo in Rebus per un assassinio
- Paolo Maria Scalondro in I cancelli del cielo
- Paolo Buglioni in Alla maniera di Cutter
- Renato Cortesi in C'è... un fantasma tra noi due
- Claudio Capone in Due vite in gioco
- Sergio Graziani in 8 milioni di modi per morire
- Cesare Barbetti in Nadine - Un amore a prova di proiettile
- Riccardo Lombardo in American Heart
- Mario Cordova in Inganni pericolosi
- Massimiliano Lotti in La banda del porno - Dilettanti allo sbaraglio
- Mario Zucca in Tideland - Il mondo capovolto
- Dario Oppido in Open Road - La strada per ricominciare
- Renzo Stacchi in L'uomo che fissa le capre
- Edoardo Siravo in Kingsman - Il cerchio d'oro
- Riccardo Rossi in L'ultimo spettacolo (ridoppiaggio)
- Alberto Angrisano in Arlington Road - L'inganno (ridoppiaggio)

Da doppiatore è sostituito da:
- Michele Kalamera in L'ultimo unicorno
- Massimo Rossi in Surf's Up - I re delle onde